# Elya Baskin
Elya Baskin (Ilja Salmanowitsch Baskin; * 11. August 1950 in Riga, Lettische SSR) ist ein US-amerikanischer Schauspieler lettischer Abstammung.

## Leben und Wirken
Nachdem der in Riga geborene Elya Baskin seine Ausbildung zum Schauspieler in Moskau absolviert und dort auch einen Preis als bester Nachwuchsdarsteller gewonnen hatte, spielte er in einigen sowjetischen Fernseh- und Kinoproduktionen mit.
1976 wanderte Elya Baskin in die USA aus, wo er sich später auch einbürgern ließ, und setzte dort seine Karriere als Schauspieler fort. Aufgrund seiner lettischen Herkunft und des damit verbundenen Akzentes spielte er oft russische oder osteuropäische Charaktere in Filmen.
Einem breiteren Publikum wurde Elya Baskin durch seine Rollen als Maxim Brajlovsky in 2010: Das Jahr, in dem wir Kontakt aufnehmen (1984) und als der heilkundige Severinus von St. Emmeram in Der Name der Rose (1986) bekannt; dem vornehmlich jüngeren Publikum dann auch durch seine Rollen als Vermieter von Peter Parker in Spider-Man 2 und Spider-Man 3.

## Filmografie (Auswahl)
UdSSR
- 1971: Das Telegramm
- 1972: Die große Pause  (Fernsehminiserie)
- 1973  Kein Wort über Fussball
- 1974: Drei Tage in Moskau (Fernsehfilm)

USA
- 1977: Der größte Liebhaber der Welt (The Worlds Greatest Lover)
- 1979: Butch und Sundance – Die frühen Jahre (Butch and Sundance: The Early Days)
- 1979: Willkommen Mr. Chance (Being There)
- 1980: Hebt die Titanic (Raise the Titanic)
- 1981: American Pop
- 1984: Operation: Maskerade (Masquerade, Fernsehserie, Folge 1x13 Flashpoint)
- 1984: Moskau in New York (Moscow on the Hudson)
- 1984: 2010 – Das Jahr, in dem wir Kontakt aufnehmen (2010: The Year We Make Contact)
- 1985: Embassy (Fernsehfilm)
- 1986: Der Name der Rose
- 1986: Streets of Gold
- 1986: Combat Academy (Combat High, Fernsehfilm)
- 1986–1987: MacGyver (Fernsehserie, 2 Folgen)
- 1987: Chefarzt Dr. Westphall (St. Elsewhere, Fernsehserie, 2 Folgen)
- 1988: Ich bin Du (Vice Versa)
- 1989: Truck One (True Blue, Fernsehfilm)
- 1989: Deep Star Six
- 1989: Roseanne (Fernsehserie, Folge 1x18 The Slice of Life)
- 1989: Feinde – Die Geschichte einer Liebe (Enemies: A Love Story)
- 1991: Ausgerechnet Alaska (Northern Exposure, Fernsehserie, Folge 2x06 War and Peace)
- 1992: Zurück in die Vergangenheit (Quantum Leap, Fernsehserie, 2 Folgen)
- 1993: Stage Fright – Eine Gurke erobert Hollywood (The Pickle)
- 1993–1996: Walker, Texas Ranger (Fernsehserie, 2 Folgen)
- 1994: Perfect Love Affair (Love Affair)
- 1995: Mit Herz und Scherz (Coach, Fernsehserie, Folge 7x16 The Kicker)
- 1996: Agent 00 – Mit der Lizenz zum Totlachen (Spy Hard)
- 1997: Austin Powers – Das Schärfste, was Ihre Majestät zu bieten hat (Austin Powers: International Man of Mystery)
- 1997: Air Force One
- 1998: Carol läßt nicht locker  (Alright Already, Fernsehserie, Folge 1x21 Again with the White House)
- 1999: Felicity (Fernsehserie, Folge 1x12 Friends)
- 1999: October Sky
- 1999–2000: Becker (Fernsehserie, 3 Folgen)
- 2000: Das Todesvirus – Rettung aus dem Eis (Runaway Virus, Fernsehfilm)
- 2000: Thirteen Days
- 2001: Tödliche Kraft (Fernsehserie (Russland), 2 Folgen)
- 2001: Heartbreakers – Achtung: Scharfe Kurven! (Heartbreakers)
- 2001: Command & Conquer: Yuri’s Revenge (Computerspiel, Stimme)
- 2001–2002: The Agency – Im Fadenkreuz der C.I.A. (The Agency, Fernsehserie, 4 Folgen)
- 2002: Wheelmen
- 2003: SOCOM 2: U.S. Navy SEALs (Computerspiel, Stimme)
- 2004: 50 Ways to Leave Your Lover
- 2004: Spider-Man 2
- 2005: The West Wing – Im Zentrum der Macht (The West Wing, Fernsehserie, Folge 6x14 The Wake Up Call)
- 2005: Alias – Die Agentin (Alias, Fernsehserie, Folge 4x14 Nightingale)
- 2005: Confessions of a Pit Fighter
- 2006: The Elder Son
- 2007: Criminal Minds (Fernsehserie, Folge 2x20 Honor Among Thieves)
- 2007: Spider-Man 3
- 2007: The Dukes
- 2007: Say It in Russian
- 2007: Heroes (Fernsehserie, Folge 2x06 Chapter Six „The Line“)
- 2009: Illuminati (Angels & Demons)
- 2010: La Linea 2 (Across the Line: The Exodus of Charlie Wright)
- 2010: Cold Case – Kein Opfer ist je vergessen (Cold Case, Fernsehserie, Folge 7x17 Flashover)
- 2011: Transformers 3 (Transformers: Dark of the Moon)
- 2014: Castle (Fernsehserie, Folge 7x4)
- 2016: MacGyver (Fernsehserie, Folge 1x04 Wire Cutter)
- 2017: Madam Secretary (Fernsehserie, 2 Folgen)
- 2018: Homeland (Fernsehserie, 3 Folgen)
- 2019: Supervized
- 2024: Reagan